# محوطه بلبل آب
محوطه بلبل آب مربوط به عصر آهن ۳ است و در شهرستان خرم‌آباد، بخش ویسیان، دهستان شوراب، روستای شوراب علیا (معدن گچ) واقع شده و این اثر در تاریخ ۲۸ اسفند ۱۳۸۵ با شمارهٔ ثبت ۱۸۵۱۸ به‌عنوان یکی از آثار ملی ایران به ثبت رسیده است.